# سورنبای جینبکف
سورنبای شریف‌اویچ جینبکف (به قرقیزی: Жээнбеков Сооронбай Шарипович) (زاده ۱۶ نوامبر ۱۹۵۸) رئیس‌جمهور و نخست‌وزیر پیشین قرقیزستان است.
وی در انتخابات ریاست‌جمهوری قرقیزستان که روز ۱۵ اکتبر ۲۰۱۷ (۲۳ مهر ۱۳۹۶) برگزار شد، با کسب حدود ۵۵ درصد آرا پیروز شد و از روز یکم دسامبر ۲۰۱۷ (۱۰ آذر ۱۳۹۶) به‌طور رسمی رئیس‌جمهور قرقیزستان شد. صادیر جاپاروف در تاریخ ۱۰ ژانویه ۲۰۲۱ به‌عنوان رئیس‌جمهور قرقیزستان انتخاب و جایگزین جینبکف گردید.

## زندگی
جینبکف در ۱۶ نوامبر ۱۹۵۸ در بی میرزا، منطقه اوش متولد شد. پدرش شریف، مدیر مزرعه جمعی (کلخوز) بود در حالی که مادرش خانه‌دار بود. پدربزرگ او جینبک پیرنازاف، یک سرباز ارتش سرخ بود که در طول جنگ میهنی بزرگ خدمت می‌کرد و به عنوان مفقودالاثر شناخته شد. جینبکف یکی از ۹ خواهر و برادر خانواده‌اش است که سومین فرزند ارشد است.

## تحصیلات
جینبکف در آکادمی کشاورزی قرقیزستان حضور یافت و در رشته مهندسی جانورشناسی فارغ‌التحصیل شد. در سال ۲۰۰۳، وی تحصیلات خود را به پایان رساند و در رشته حسابداری از دانشگاه ملی ارضی قرقیزستان فارغ‌التحصیل شد.

## زندگی حرفه‌ای
جینبکف کار خود را در مدرسه لنین در منطقه اوزگن آغاز کرد، جایی که به‌عنوان معلم در ۱۸ سالگی کار کرد و به تدریس روسی و ادبیات پرداخت. در سال ۱۹۸۳ وی به‌عنوان متخصص ارشد دامداری مزرعه شوروی در منطقه شوروی اوش فعالیت کرد و به‌مدت پنج سال به کار در این سمت ادامه‌داد. در نوامبر ۱۹۸۸ وی موفق شد به‌عنوان مربی در کمیته منطقه‌ای حزب کمونیست قرقیزستان در منطقۀ اوش شغل یابد. پس از چند سال، او مدیر کمیته حزب شد.
پس از ورود به سیاست، در سال ۱۹۹۳ جینبکف به‌عنوان رئیس مزرعه جمعی خاسکا ژول در منطقه قره‌کولجه انتخاب شد. وی در سال ۱۹۹۵ معاون مجمع نمایندگان مردم شد. در سال ۲۰۰۷ وی وزیر کشاورزی، منابع آب و صنعت فرآوری شد. در سال ۲۰۱۰، وی به‌عنوان فرماندار منطقۀ اوش خدمت کرد، و در سال ۲۰۱۵، به‌عنوان مدیر خدمات کارکنان دولت منصوب شد. در مارس ۲۰۱۶ وی قبل از انتصاب به عنوان نخست‌وزیر قرقیزستان به‌عنوان معاون اول رئیس دولت ریاست‌جمهوری منصوب شد.